# Ценегген
Ценегген (нім. Zeneggen) — громада в Швейцарії в кантоні Вале, округ Фісп.

## Географія
Громада розташована на відстані близько 85 км на південний схід від Берна, 39 км на схід від Сьйона.
Ценегген має площу 7,6 км², з яких на 4,8 % дозволяється будівництво (житлове та будівництво доріг), 21,8 % використовуються в сільськогосподарських цілях, 67,6 % зайнято лісами, 5,8 % не є продуктивними (річки, льодовики або гори).

## Демографія
2019 року в громаді мешкало 290 осіб (+5,1 % порівняно з 2010 роком), іноземців було 9 %. Густота населення становила 38 осіб/км².
За віковим діапазоном населення розподілялося таким чином: 20,3 % — особи молодші 20 років, 55,5 % — особи у віці 20—64 років, 24,1 % — особи у віці 65 років та старші. Було 114 помешкань (у середньому 2,5 особи в помешканні).